# Cronologia da pandemia de COVID-19 em março de 2021
Este artigo documenta a cronologia e epidemiologia do vírus SARS-CoV-2 em março de 2021, o vírus que causa a COVID-19 e é responsável pela pandemia de COVID-19. Os primeiros casos humanos da COVID-19 foram identificados em Wuhan, República Popular da China, em dezembro de 2019.

## Cronologia

### 1 de março
- A Malásia registrou 1.828 novos casos, elevando o número total para 302.580. Foram 2.486 pessoas que se recuperaram, elevando o número total de recuperações para 275.903. Houve cinco novas mortes, elevando o número de mortos para 1.135. Há 25.542 casos ativos, sendo 198 em terapia intensiva e 90 em suporte ventilatório.[1]
- A Nova Zelândia registrou dois novos casos, elevando o número total para 2.378 (2.022 confirmados e 356 prováveis). O número de recuperações permanece 2.285 e o número de mortos permanece 26. Houve 67 casos ativos (55 na fronteira e 12 transmissões comunitárias).[2]
- Singapura registrou 12 novos casos importados, elevando o total para 59.948.[3] Sete receberam alta, elevando o número total de recuperações para 59.823. O número de mortos permanece em 29.
- A Ucrânia registrou 4.285 novos casos diários e 68 novas mortes diárias, elevando o número total para 1.352.134 e 26.050, respectivamente; um total de 1.171.724 pacientes se recuperaram.[4]

### 2 de março
Relatório semanal da Organização Mundial da Saúde:
- A Malásia registrou 1.555 novos casos, elevando o número total para 304.135. Foram 2.528 recuperações, elevando o número total de recuperações para 278.431. Houve seis novas mortes, elevando o número de mortos para 1.141. Há 24.563 casos ativos, sendo 204 em terapia intensiva e 96 em suporte ventilatório.[6]
- A Nova Zelândia registrou quatro novos casos, elevando o número total para 2.382. Houve duas recuperações, elevando o número total de recuperações para 2.287. O número de mortos permanece em 26. Houve 69 casos ativos (59 na fronteira e dez transmissões comunitárias).[7]
- Singapura registrou oito novos casos importados, elevando o total para 59.956. Houve 12 recuperações, elevando o número total de recuperações para 59.842. O número de mortos permanece em 29.[8]
- A Ucrânia registrou 5.336 novos casos diários e 162 novas mortes diárias, elevando o número total para 1.357.470 e 26.212, respectivamente; um total de 1.176.918 pacientes se recuperaram.[9]

### 3 de março
- Fiji confirmou quatro novos casos.[10]
- A Malásia registrou 1.745 novos casos, elevando o número total para 305.880. 2.276 se recuperaram, elevando o número total de recuperações para 280.707. Houve sete mortes, elevando o número de mortos para 1.148. Houve 24.025 casos ativos, sendo 195 em terapia intensiva e 95 em suporte ventilatório.[11]
- A Nova Zelândia registrou dois novos casos, elevando o número total para 2.384. Houve sete recuperações, elevando o número total de recuperações para 2.296. O número de mortos permanece 26. Houve 62 casos ativos (53 na fronteira e nove em isolamento controlado.[12]
- Singapura registrou 23 novos casos, incluindo dois na comunidade e 21 importados, elevando o total para 59.979.[13] Sete pessoas se recuperaram, elevando o número total de recuperações para 59.849. O número de mortos permanece em 29.[14]
- A Ucrânia registrou 7.235 novos casos diários e 185 novas mortes diárias, elevando o número total para 1.364.705 e 26.397, respectivamente; um total de 1.182.036 pacientes se recuperaram.[15]

### 4 de março
- A Malásia registrou 2.063 novos casos, elevando o número total para 307.943. Foram 2.922 novas recuperações, elevando o número total de recuperações para 283.629. Houve cinco números de mortos, elevando o número de mortos para 1.153. Houve 23.161 casos ativos, sendo 193 em terapia intensiva e 99 em suporte ventilatório.[16]
- A Nova Zelândia registrou seis novos casos, elevando o número total para 2.389 (2.033 confirmados e 356 prováveis). O número de recuperações caiu em uma pessoa para 2.295. O número de mortos permanece em 26. Houve 68 casos ativos (59 na fronteira e nove transmissões comunitárias).[17]
- Singapura registrou 19 novos casos, incluindo um na comunidade e 18 importados, elevando o total para 59.998.[18] Oito receberam alta, elevando o número total de recuperações para 59.857. O número de mortos permanece em 29.[19]
- A Ucrânia registrou 10.057 novos casos diários e 194 novas mortes diárias, elevando o número total para 1.374.762 e 26.591, respectivamente; um total de 1.186.873 pacientes se recuperaram.[20]

### 5 de março
- A Malásia registrou 2.154 novos casos, elevando o número total para 310.097. Foram 3.257 novas recuperações, elevando o número total de recuperações para 286.904. Houve seis novas mortes, elevando o número de mortos para 1.159. Houve 22.034 casos ativos, sendo 184 em terapia intensiva e 87 em suporte ventilatório.[21]
- A Nova Zelândia não relatou novos casos, com o número total restante de 2.380 (2.033 confirmados e 356 prováveis). O número de recuperações permanece 2.295, enquanto o número de mortos permanece 26. Houve 68 casos ativos (59 na fronteira e nove transmissões comunitárias).[22]
- Singapura registrou nove novos casos importados e ultrapassa 60.000 casos totais em 60.007. Houve 13 recuperações, elevando o número total de recuperações para 59.870. O número de mortos permanece em 29.[23]
- A Ucrânia registrou 10.155 novos casos diários e 172 novas mortes diárias, elevando o número total para 1.384.917 e 26.763, respectivamente; um total de 1.191.022 pacientes se recuperaram.[24]

### 6 de março
- A Malásia registrou 1.680 novos casos, elevando o número total para 311.777. Foram 2.548 novas recuperações, elevando o número total de recuperações para 289.452. Houve sete mortes, elevando o número de mortos para 1.166. Houve 21.159 casos ativos, sendo 172 em terapia intensiva e 84 em suporte ventilatório.[25]
- A Nova Zelândia registrou nove novos casos, elevando o número total para 2.398. Houve seis recuperações, elevando o número total de recuperações para 2.301. O número de mortos permanece em 26. Houve 71 casos ativos (67 em isolamento gerenciado e quatro transmissões comunitárias).[26]
- Singapura registrou 13 novos casos, incluindo um na comunidade em 12 importados, elevando o total para 60.020.[27] Nove pessoas se recuperaram, elevando o número total de recuperações para 59.879. O número de mortos permanece em 29.[28]
- A Ucrânia registrou 9.144 novos casos diários e 156 novas mortes diárias, elevando o número total para 1.394.061 e 26.919, respectivamente; um total de 1.194.373 pacientes se recuperaram.[29]

### 7 de março
- Brasil ultrapassa 11 milhões de casos de COVID-19.[30]
- A Malásia registrou 1.683 novos casos, elevando o número total para 313.460. Foram 2.506 recuperações, elevando o número total de recuperações para 291.958. Houve três mortes, elevando o número de mortos para 1.169. Houve 20.333 casos ativos, sendo 174 em terapia intensiva e 81 em suporte ventilatório.[31]
- A Nova Caledônia registrou 9 casos positivos na comunidade, resultantes de viajantes estrangeiros de Wallis e Futuna .[32]
- A Nova Zelândia registrou um novo caso, elevando o número total para 2.399. O número de recuperações permanece 2.301, enquanto o número de mortos permanece 26. Houve 72 casos ativos (68 em isolamento gerenciado e quatro transmissões comunitárias).[33]
- Singapura registrou 13 novos casos importados, elevando o total para 60.033. 15 receberam alta, elevando o número total de recuperações para 59.894. O número de mortos permanece em 29.[34]
- A Ucrânia registrou 7.167 novos casos diários e 103 novas mortes diárias, elevando o número total para 1.401.228 e 27.022, respectivamente; um total de 1.196.520 pacientes se recuperaram.[35]

### 8 de março
- Fiji confirmou três novos casos.[36]
- A Itália ultrapassou 100.000 mortes por COVID-19.[37]
- A Malásia registrou 1.529 novos casos, elevando o número total para 314.989. Houve 2.076 recuperações, elevando o número total de recuperações para 294.034. Houve 8 mortes, elevando o número de mortos para 1.177. Houve 19.778 casos ativos, sendo 160 em terapia intensiva e 79 em suporte ventilatório.[38]
- A Nova Zelândia registrou seis novos casos, elevando o número total para 2.405. O número de recuperações permanece 2.301, enquanto o número de mortos permanece 26. Houve 78 casos ativos (74 em isolamento gerenciado e quatro transmissões comunitárias).[39]
- Singapura registrou 13 novos casos importados, elevando o total para 60.046. Houve seis recuperações, elevando o número total de recuperações para 59.900. O número de mortos permanece em 29.[40]
- A Ucrânia registrou 5.572 novos casos diários e 106 novas mortes diárias, elevando o número total para 1.406.800 e 27.128, respectivamente; um total de 1.198.254 pacientes se recuperaram.[41]
- Os Estados Unidos da América ultrapassam 29 milhões de casos de Covid-19.[42]

### 9 de março
Relatório Semanal da OMS:
- A Malásia registrou 1.280 novos casos, elevando o número total para 316.629. Foram 2.345 recuperações, elevando o número total de recuperações para 296.379. Houve 9 mortes, elevando o número de mortos para 1.186. Houve 18.704 casos ativos, sendo 155 em terapia intensiva e 76 em suporte ventilatório.[44]
- A Nova Zelândia registrou quatro novos casos, elevando o número total para 2.409 (2.053 confirmados e 356 prováveis). Três pessoas se recuperaram, elevando o número total de recuperações para 2.304. Houve 79 casos ativos (77 na fronteira e dois na comunidade).[45]
- Singapura registrou seis novos casos importados, elevando o total para 60.052. Cinco pessoas se recuperaram, elevando o número total de recuperações para 59.905. O número de mortos permanece em 29.[46]
- A Ucrânia registrou 3.261 novos casos diários e 76 novas mortes diárias, elevando o número total para 1.410.061 e 27.204, respectivamente; um total de 1.199.229 pacientes se recuperaram.[47]

### 10 de março
- França ultrapassa 4 milhões de casos de COVID-19.[48]
- A Malásia registrou 1.448 novos casos, elevando o número total para 317.717. Foram 2.137 recuperações, elevando o número total de recuperações para 298.516. Houve cinco mortes, elevando o número de mortos para 1.191. Houve 18.010 casos ativos, sendo 151 em terapia intensiva e 72 em suporte ventilatório.[49]
- A Nova Zelândia registrou um novo caso, elevando o número total para 2.410 (2.054 confirmados e 356 prováveis). O número de recuperações permanece 2.304, enquanto o número de mortos permanece 26. Foram 80 casos (78 na fronteira e dois na comunidade).[50]
- Singapura registrou dez novos casos importados, elevando o total para 60.062. Seis receberam alta, elevando o número total de recuperações para 59.911. O número de mortos permanece em 29.[51]
- A Ucrânia registrou 6.377 novos casos diários e 219 novas mortes diárias, elevando o número total para 1.416.438 e 27.423, respectivamente; um total de 1.204.916 pacientes se recuperaram.[52]

### 11 de março
- A Malásia registrou 1.647 novos casos, elevando o número total de recuperações para 319.364. Foram 2.104 recuperações, elevando o número total de recuperações para 300.620. Houve 9 mortes, elevando o número de mortos para 1.200. Houve 17.544 casos ativos, sendo 147 em terapia intensiva e 61 em suporte ventilatório.[53]
- A Nova Zelândia registrou seis novos casos, elevando o número total para 2.416 (2.060 confirmados e 356 prováveis). Uma pessoa se recuperou, elevando o número total de recuperações para 2.305. O número de mortos permanece em 26. Houve 85 casos ativos (84 na fronteira e um na comunidade).[54]
- Singapura registrou oito novos casos, incluindo um na comunidade e sete importados, elevando o total para 60.070.[55] houve 28 recuperações, elevando o número total de recuperações para 59.939. O número de mortos permanece em 29.[56]
- A Ucrânia registrou 9.084 novos casos diários e 262 novas mortes diárias, elevando o número total para 1.425.522 e 27.685, respectivamente; um total de 1.210.246 pacientes se recuperaram.[57]
- Este dia marca um ano desde que a Organização Mundial da Saúde declarou o Covid 19 uma pandemia.[58]

### 12 de março
- França ultrapassa 4 milhões de casos de Covid-19.[59]
- A Malásia registrou 1.575 novos casos, elevando o número total para 320.939. Foram 2.042 recuperações, elevando o número total de recuperações para 302.662. Houve três mortes, elevando o número de mortos para 1.203. Houve 17.074 casos ativos, sendo 147 em terapia intensiva e 67 em suporte ventilatório.[60]
- A Nova Zelândia relatou um novo caso, elevando o número total para 2.417 (2.061 confirmados e 356 prováveis). O número de recuperações permanece 2.305, enquanto o número de mortos permanece 26. Houve 86 casos ativos (85 na fronteira e um na comunidade).[61]
- Singapura registrou dez novos casos, incluindo um na comunidade e nove importados, elevando o total para 60.080.[62] 11 pessoas se recuperaram, elevando o número total de recuperações para 59.950. O número de mortos permanece em 29.[63]
- A Ucrânia registrou 12.946 novos casos diários e 230 novas mortes diárias, elevando o número total para 1.438.468 e 27.915, respectivamente; um total de 1.214.876 pacientes se recuperaram.[64]

### 13 de março
- A Malásia registrou 1.470 novos casos, elevando o número total para 322.409. Foram 1.830 novas recuperações, elevando o número total de recuperações para 304.492. Houve três mortes, elevando o número de mortos para 1.206. Houve 16.711 casos ativos, sendo 162 em terapia intensiva e 70 em suporte ventilatório.[65]
- A Nova Zelândia registrou cinco novos casos, elevando o número total para 2.422 (2.066 confirmados e 356 prováveis). Três pessoas se recuperaram, elevando o número total de recuperações para 2.308. O número de mortos permanece em 26. Foram 88 casos, todos em isolamento controlado.[66]
- Singapura registrou oito novos casos importados, elevando o total para 60.088.[67] 11 receberam alta, elevando o número total de recuperações para 59.961. Outra morte foi confirmada mais tarde, elevando o número de mortos para 30.[68]
- A Ucrânia registrou 13.276 novos casos diários e 243 novas mortes diárias, elevando o número total para 1.451.744 e 28.158, respectivamente; um total de 1.219.773 pacientes se recuperaram.[69]

### 14 de março
- A Malásia registrou 1.354 novos casos, elevando o número total para 323.763. Foram 1.782 novas recuperações, elevando o número total de recuperações para 306.724. Quatro mortes foram relatadas, elevando o número de mortos para 1.210. Houve 16.279 casos ativos, sendo 158 em terapia intensiva e 71 em suporte ventilatório.[70]
- A Nova Zelândia relatou um novo caso, elevando o número total para 2.423 (2.067 confirmados e 356 prováveis). Duas pessoas se recuperaram, elevando o número total de recuperações para 2.310. O número de mortos permanece em 26. Foram 87 casos em isolamento gerenciado.[71]
- Singapura registrou 17 novos casos importados, elevando o total para 60.105. Houve sete recuperações, elevando o número total de recuperações para 59.968. O número de mortos permanece em 30.[72]
- A Ucrânia registrou 9.012 novos casos diários e 145 novas mortes diárias, elevando o número total para 1.460.756 e 28.303, respectivamente; um total de 1.222.516 pacientes se recuperaram.[73]

### 15 de março
- A Malásia registrou 1.208 novos casos, elevando o número total para 324.971. Foram 1.973 novas recuperações, elevando o número total de recuperações para 308.247. Três mortes foram relatadas, elevando o número de mortos para 1.213. Houve 15.511 casos ativos, sendo 155 em terapia intensiva e 70 em suporte ventilatório.[74]
- A Nova Zelândia registrou sete novos casos, elevando o número total para 2.430 (2.074 confirmados e 356 prováveis). Uma pessoa se recuperou, elevando o número total de recuperações para 2.311. O número de mortos permanece em 26. Há 93 casos ativos em isolamento gerenciado.[75]
- Singapura registrou 12 novos casos importados, elevando o total para 60.117. Seis pessoas se recuperaram, elevando o número total de recuperações para 59.974. O número de mortos permanece em 30.[76]
- A Ucrânia registrou 6.792 novos casos diários e 130 novas mortes diárias, elevando o número total para 1.467.548 e 28.433, respectivamente; um total de 1.226.007 pacientes se recuperaram.[77]

### 16 de março
Relatório semanal da Organização Mundial da Saúde:
- A Malásia registrou 1.063 novos casos, elevando o número total para 326.034. Foram 1.365 recuperações, elevando o número total de recuperações para 309.612. Houve cinco mortes, elevando o número de mortos para 1.218. Houve 15.204 casos ativos, sendo 152 em terapia intensiva e 68 em suporte ventilatório.[79]
- A Nova Zelândia registrou dois novos casos, elevando o número total para 2.432 (2.076 confirmados e 356 prováveis). O número de recuperações permanece 2.311, enquanto o número de mortos permanece 26. Foram 95 casos ativos em isolamento gerenciado.[80]
- Singapura registrou 11 novos casos importados, elevando o total para 60.128. Dez receberam alta, elevando o número total de recuperações para 59.984. O número de mortos permanece em 30.[81]
- A Ucrânia registrou 9.642 novos casos diários e 264 novas mortes diárias, elevando o número total para 1.477.190 e 28.697, respectivamente; um total de 1.232.209 pacientes se recuperaram.[82]

### 17 de março
- A Malásia registrou 1.219 novos casos, elevando o número total para 327.253. Foram 1.346 recuperações, elevando o número total de recuperações para 310.958. Houve duas mortes, elevando o número de mortos para 1.220. Houve 15.075 casos ativos, sendo 154 em terapia intensiva e 64 em suporte ventilatório.[83]
- A Nova Zelândia registrou três novos casos, elevando o número total para 2.434 (2.078 confirmados e 356 prováveis). O número de recuperações permanece 2.311, enquanto o número de mortos permanece 26. Houve 97 casos em isolamento gerenciado, com um caso previamente confirmado sendo reclassificado como sob investigação.[84]
- Singapura registrou nove novos casos importados, elevando o total para 60.137. Houve 17 recuperações, elevando o número total de recuperações para 60.001. O número de mortos permanece em 30.[85]
- A Ucrânia registrou 11.833 novos casos diários e um recorde de 289 novas mortes diárias, elevando o número total para 1.489.023 e 28.986, respectivamente; um total de 1.237.676 pacientes se recuperaram.[86]

### 18 de março
- A Malásia registrou 1.213 novos casos, elevando o número total para 328.461. Foram 1.503 recuperações, elevando o número total de recuperações para 312.461. Houve três novas mortes, elevando o número de mortos para 1.223. Houve 14.782 casos ativos, sendo 155 em terapia intensiva e 54 em suporte ventilatório.[87]
- Singapura registrou 15 novos casos importados, elevando o total para 60.152.[88] 13 pessoas se recuperaram, elevando o número total de recuperações para 60.014. O número de mortos permanece em 30.[89]
- A Ucrânia registrou 15.053 novos casos diários e 267 novas mortes diárias, elevando o número total para 1.504.076 e 29.253, respectivamente; um total de 1.244.190 pacientes se recuperaram.[90]

### 19 de março
- A Malásia registrou 1.576 novos casos, elevando o número total de casos para 330.042. Foram 1.996 recuperações, elevando o número total de recuperações para 314.457. Houve duas novas mortes, elevando o número de mortos para 1225. Foram 14.360 casos ativos, sendo 151 em terapia intensiva e 57 em suporte ventilatório.[91]
- A Nova Zelândia registrou 10 novos casos, elevando o número total para 2.444 (2.088 confirmados e 356 prováveis). 52 pessoas se recuperaram, elevando o número total de recuperações para 2.363. O número de mortos permanece em 26. Foram 55 casos ativos em isolamento gerenciado.[92]
- Polônia ultrapassa 2 milhões de casos de COVID-19.[93]
- Singapura registrou 15 novos casos importados, elevando o total para 60.167.[94] Cinco receberam alta, elevando o número total de recuperações para 60.019. O número de mortos permanece em 30.[95]
- A Ucrânia registrou 15.850 novos casos diários e 262 novas mortes diárias, elevando o número total para 1.519.926 e 29.515, respectivamente; um total de 1.248.782 pacientes se recuperaram.[96]

### 20 de março
- A Malásia registrou 1.671 novos casos, elevando o número total para 331.713. Foram 1.585 novas recuperações, elevando o número total de recuperações para 316.042. Houve quatro mortes, elevando o número de mortos para 1.229. Houve 14.442 casos ativos, sendo 151 em terapia intensiva e 64 em suporte ventilatório.[97]
- Singapura registrou 17 novos casos importados, elevando o total para 60.184.[98] houve três recuperações, elevando o número total de recuperações para 60.022. O número de mortos permanece em 30.[99]
- A Ucrânia registrou 15.292 novos casos diários e 260 novas mortes diárias, elevando o número total para 1.535.218 e 29.775, respectivamente; um total de 1.253.972 pacientes se recuperaram.[100]
- Imran Khan, primeiro-ministro do Paquistão e ex-capitão de críquete do país, testou positivo para a COVID-19.

### 21 de março
- A Malásia registrou 1.327 novos casos, elevando o número total para 333.040. Foram 1.247 novas recuperações, elevando o número total de recuperações para 317.289. Houve quatro mortes, elevando o número de mortos para 1.233. Houve 14.518 casos ativos, sendo 154 em terapia intensiva e 65 em suporte ventilatório.[101]
- A Nova Zelândia registrou oito novos casos em isolamento gerenciado e um novo caso histórico, elevando o número total de casos confirmados para 2.097. Foram 58 casos, todos em isolamento gerenciado.[102]
- Singapura registrou 12 novos casos importados, elevando o total para 60.196. 16 pessoas se recuperaram, elevando o número total de recuperações para 60.038. O número de mortos permanece em 30.[103]
- A Ucrânia registrou 11.145 novos casos diários e 166 novas mortes diárias, elevando o número total para 1.546.363 e 29.941, respectivamente; um total de 1.257.849 pacientes se recuperaram.[104]

### 22 de março
- Brasil ultrapassa 12 milhões de casos de COVID-19.[105]
- A Malásia registrou 1.116 novos casos, elevando o número total para 334.156. Foram 1.495 novas recuperações, elevando o total de recuperados para 318.784. Houve cinco mortes, elevando o número de mortos para 1.238. Houve 14.134 casos ativos, sendo 156 em terapia intensiva e 60 em suporte ventilatório.[106]
- A Nova Zelândia registrou nove novos casos, elevando o número total para 2.462 (2.106 confirmados e 356 prováveis). Quatro pessoas se recuperaram, elevando o número total de recuperações para 2.373. O número de mortos permanece em 26. Foram 63 casos em isolamento gerenciado.[107] Nesse mesmo dia, um trabalhador de Isolamento Gerenciado e Quarentena (MIQ) em Auckland foi relatado como um caso assintomático.[108]
- Singapura registrou 12 novos casos importados, elevando o total para 60.208. 13 receberam alta, elevando o número total de recuperações para 60.051. O número de mortos permanece em 30.[109]
- A Ucrânia registrou 7.893 novos casos diários e 157 novas mortes diárias, elevando o número total para 1.554.256 e 30.098, respectivamente; um total de 1.260.842 pacientes se recuperaram.[110]

### 23 de março
Relatório semanal da Organização Mundial da Saúde:
- A província canadense de Ontário registrou 1.546 novos casos, incluindo 409 casos nas escolas de Ontário.[112][113]
- A Malásia registrou 1.384 novos casos, elevando o número total para 335.540. Foram 1.058 recuperações, elevando o número total de recuperações para 319.842. Houve seis mortes, elevando o número de mortos para 1.244. Houve 14.454 casos ativos, sendo 148 em terapia intensiva e 62 em suporte ventilatório.[114]
- A Nova Zelândia relatou seis novos casos, elevando o número total para 2.468 (2.112 confirmados e 356 prováveis). Uma pessoa se recuperou, elevando o número total de recuperações para 2.374. O número de mortos permanece em 26. Há 68 casos em isolamento gerenciado.[115]
- Singapura registrou 13 novos casos importados, elevando o total para 60.221.[116] houve 12 recuperações, elevando o número total de recuperações para 60.063. O número de mortos permanece em 30.[117]
- A Ucrânia registrou 11.476 novos casos diários e um recorde de 333 novas mortes diárias, elevando o número total para 1.565.732 e 30.431, respectivamente; um total de 1.268.886 pacientes se recuperaram.[118]
- A Universidade Johns Hopkins relata que mais de 100 milhões de pessoas se recuperaram do vírus em todo o mundo.

### 24 de março
- A Índia anunciou que uma nova variante do COVID-19 com uma "mutação dupla" foi detectada.[119]
- A Malásia registrou 1.268 novos casos, elevando o número total para 336.808. Foram 1.083 recuperações, elevando o número total de recuperações para 320.925. Houve duas mortes, elevando o número de mortos para 1.246. Houve 14.637 casos ativos, sendo 161 em terapia intensiva e 73 em suporte ventilatório.[120]
- A Nova Zelândia registrou três novos casos, elevando o número total para 2.470 (2.114 confirmados e 356 prováveis). Três pessoas se recuperaram, elevando o número total de recuperações para 2.377. O número de mortos permanece em 26. Houve 67 casos ativos depois que um caso relatado anteriormente foi classificado como sob investigação.[121]
- Singapura registrou 15 novos casos importados, elevando o total para 60.236.[122] Além disso, todos os 438 residentes foram testados negativos, exceto um cujo resultado ainda está pendente após a detecção do RNA COVID-19 nas águas residuais de um apartamento da NUS. 15 pessoas se recuperaram, elevando o número total de recuperações para 60.078. O número de mortos permanece em 30.[123]
- A Ucrânia registrou 14.174 novos casos diários e um recorde de 342 novas mortes diárias, elevando o número total para 1.579.906 e 30.773, respectivamente; um total de 1.276.272 pacientes se recuperaram.[124]
- Os Estados Unidos da América ultrapassam os 30 milhões de casos de Covid 19.[125]

### 25 de março
- A Malásia registrou 1.360 novos casos, elevando o número total para 338.168. Houve 1.491 recuperações, elevando o número total de recuperações para 322.416. Houve duas mortes, elevando o número de mortos para 1.248. Houve 14.504 casos ativos, sendo 157 em terapia intensiva e 72 em suporte ventilatório.[126]
- O México registrou 584 novos casos relativos diários de fatalidade humana, superando 200.000 casos de morte relativa total, desde o primeiro da pandemia, elevando o número relativo total de fatalidade humana para 200.211.
- A Nova Zelândia registrou seis novos casos, elevando o número total para 2.476 (2.120 confirmados e 356 prováveis). Dois se recuperaram, elevando o número total de recuperações para 2.379. O número de mortos permanece em 26. Foram 71 casos ativos em isolamento gerenciado.[127]
- Singapura registrou 17 novos casos importados, elevando o total para 60.253.[128] Oito receberam alta, elevando o número total de recuperações para 60.086. O número de mortos permanece em 30.[129]
- A Ucrânia registrou 16.669 novos casos diários e um recorde de 362 novas mortes diárias, elevando o número total para 1.596.575 e 31.135, respectivamente; um total de 1.283.020 pacientes se recuperaram.[130]
- O número total de casos de coronavírus no mundo ultrapassou os 125 milhões.[131]

### 26 de março
- A Malásia registrou 1.275 novos casos, elevando o total para 339.443. Foram 1.509 novos casos, elevando o número total de recuperações para 323.925. Há uma morte, elevando o número de mortos para 1.249. Houve 14.269 casos ativos, sendo 161 em terapia intensiva e 70 em suporte ventilatório.[132]
- A Nova Zelândia registrou três novos casos, elevando o número total para 2.479 (2.123 confirmados e 356 prováveis). O número de recuperações permanece 2.379, enquanto o número de mortos permanece 26. Foram 74 casos ativos em isolamento gerenciado.[133]
- Singapura registrou 12 novos casos, incluindo um na comunidade e 11 importados, elevando o total para 60.265.[134] houve 17 recuperações, elevando o número total de recuperações para 60.103. O número de mortos permanece em 30.[135]
- A Ucrânia registrou 18.132 novos casos diários e 326 novas mortes diárias, elevando o número total para 1.614.707 e 31.461, respectivamente; um total de 1.290.158 pacientes se recuperaram.[136]

### 27 de março
- A Malásia registrou 1.199 novos casos, elevando o número total para 340.642. 1.257 foram recuperados, elevando o número total de recuperações para 325.182. Duas mortes foram relatadas, elevando o número de mortos para 1.252. Houve 14.209 casos ativos, sendo 167 em terapia intensiva e 72 em suporte ventilatório.[137]
- A Nova Zelândia registrou dois novos casos, elevando o número total para 2.481 (2.125 confirmados e 356 prováveis). Duas pessoas se recuperaram, elevando o número total de recuperações para 2.381. O número de mortos permanece em 26. Havia 74 casos ativos.[138]
- Singapura registrou 23 novos casos, incluindo um na comunidade e 22 importados, elevando o total para 60.288.[139] 10 pessoas se recuperaram, elevando o número total de recuperações para 60.113. O número de mortos permanece em 30.[140]
- A Ucrânia registrou 17.424 novos casos diários e 290 novas mortes diárias, elevando o número total para 1.632.131 e 31.751, respectivamente; um total de 1.297.282 pacientes se recuperaram.[141]

### 28 de março
- A Malásia registrou 1.302 novos casos, elevando o número total para 341.944. Foram 1.127 recuperações, elevando o número total de recuperações para 326.309. Houve quatro mortes, elevando o número de mortos para 1.255. Foram 14.380 casos ativos, sendo 169 em terapia intensiva e 76 em suporte ventilatório.[142]
- A Nova Zelândia relatou um novo caso, elevando o número total para 2.482 (2.126 confirmados e 356 prováveis). O número de recuperações permanece 2.381, enquanto o número de mortos permanece 26. Foram 75 casos ativos em isolamento gerenciado.[143]
- Singapura registrou 12 novos casos importados, elevando o total para 60.300.[144] Nove receberam alta, elevando o número total de recuperações para 60.122. O número de mortos permanece em 30.[145]
- A Ucrânia registrou 11.932 novos casos diários e 203 novas mortes diárias, elevando o número total para 1.644.063 e 31.954, respectivamente; um total de 1.300.625 pacientes se recuperaram.[146]

### 29 de março
- Índia ultrapassa 12 milhões de casos de Covid-19.[147]
- A Malásia registrou 941 novos casos, elevando o número total de casos para 342.885. Foram 1.097 recuperações, elevando o número total de recuperações para 327.406. Houve cinco mortes, elevando o número de mortos para 1.260. Houve 14.219 casos ativos, sendo 166 em terapia intensiva e 73 em suporte ventilatório.[148]
- A Nova Zelândia registrou 11 novos casos, elevando o número total para 2.493 (2.137 confirmados e 356 prováveis). O número de recuperações permanece 2.381, enquanto o número de mortos permanece 26. Houve 86 casos ativos em isolamento gerenciado.[149]
- Singapura registrou 21 novos casos importados, elevando o total para 60.321. Houve nove recuperações, elevando o número total de recuperações para 60.131. O número de mortos permanece em 30.[150]
- A Ucrânia registrou 8.346 novos casos diários e 178 novas mortes diárias, elevando o número total para 1.652.409 e 32.132, respectivamente; um total de 1.303.500 pacientes se recuperaram.[151]

### 30 de março
- Relatório semanal da Organização Mundial da Saúde.[152]
- A província canadense de Ontário registrou 2.336 novos casos, incluindo 518 casos nas escolas de Ontário.[153][154]
- A Malásia registrou 1.133 casos ativos, elevando o número total para 344.018. Foram 1.148 recuperações, elevando o número total de recuperações para 328.554. Houve cinco mortes, elevando o número de mortos para 1.265. Houve 14.199 casos ativos, sendo 161 em terapia intensiva e 76 em suporte ventilatório.[155]
- A Nova Zelândia registrou dois novos casos, elevando o número total para 2.495 (2.139 confirmados e 356 prováveis). Oito pessoas se recuperaram, elevando o número total de recuperações para 2.389. O número de mortos permanece em 26. Foram 80 casos ativos em isolamento gerenciado.[156]
- Singapura registrou 26 novos casos importados, elevando o total para 60.347. Sete pessoas se recuperaram, elevando o número total de recuperações para 60.138. O número de mortos permanece em 30.[157]
- A Ucrânia registrou 10.533 novos casos diários e 286 novas mortes diárias, elevando o número total para 1.662.942 e 32.418, respectivamente; um total de 1.307.076 pacientes se recuperaram.[158]

### 31 de março
- A Malásia registrou 1.482 novos casos, elevando o número total para 345.500. 1.070 recuperações foram relatadas, elevando o número total de recuperações para 329.624. Sete mortes foram relatadas, elevando o número de mortos para 1.272. Houve 14.604 casos ativos, sendo 164 em terapia intensiva e 81 em suporte ventilatório.[159]
- A Nova Zelândia registrou dois novos casos, elevando o número total para 2.497 (2.141 confirmados e 356 prováveis). 10 pessoas se recuperaram, elevando o número total de recuperações para 2.399. O número de mortos permanece em 26. Foram 72 casos ativos em isolamento gerenciado.[160]
- Singapura registrou 34 novos casos, incluindo um na comunidade e 33 importados, elevando o total para 60.381.[161] 11 receberam alta, elevando o número total de recuperações para 60.149. O número de mortos permanece em 30.[162]
- A Ucrânia registrou 11.226 novos casos diários e um recorde de 407 novas mortes diárias, elevando o número total para 1.674.168 e 32.825, respectivamente; um total de 1.313.481 pacientes se recuperaram.[163]
- A ex-governadora do Alasca, Sarah Palin, testou positivo para a COVID-19.[164]